# محمدرضا رحیمی (نظامی)
محمدرضا رحیمی طاری (۱۳۱۵ – ۱۲ مرداد ۱۴۰۰) یک نظامی ایرانی بود که سرپرستی وزارت دفاع را از ۱۳۶۳ تا ۱۳۶۴ برعهده داشت. وی در سال ۱۳۶۰ به سمت قائم‌مقام وزیر دفاع منصوب شده بود. پس از عدم رأی اعتماد مجلس به وزیر پیشنهادی دفاع، نخست‌وزیر میرحسین موسوی، رحیمی را در ۲۵ مرداد ۱۳۶۳ به سرپرستی وزارت دفاع منصوب کرد اما با اجازه از مجلس، خودش نیز سرپرستی وزارت‌خانه‌های بدون وزیر را به مدت سه ماه برعهده گرفت. رحیمی در بهمن ۱۳۶۸ بازنشسته شده و مشاور وزیر وقت دفاع اکبر ترکان شد. او در هنگام سرپرستی وزارت دفاع، دارای درجه سرهنگی بود. سرتیپ رحیمی تا دهه هشتاد، یکی از مشاوران فرمانده کل نیروهای مسلح بود.